# Aisey-sur-Seine
Aisey-sur-Seine é uma comuna francesa na região administrativa da Borgonha-Franco-Condado, no departamento de Côte-d'Or. Estende-se por uma área de 12,29 km². Em 2010 a comuna tinha 174 habitantes (densidade: 14,2 hab./km²).